# Aibre
Aibre és un municipi francès situat al departament del Doubs i a la regió de Borgonya - Franc Comtat. L'any 2007 tenia 456 habitants.

## Demografia

### Població
El 2007 la població de fet d'Aibre era de 456 persones. Hi havia 176 famílies de les quals 28 eren unipersonals (12 homes vivint sols i 16 dones vivint soles), 64 parelles sense fills, 56 parelles amb fills i 28 famílies monoparentals amb fills.
La població ha evolucionat segons el següent gràfic:
Habitants censats

### Habitatges
El 2007 hi havia 186 habitatges, 176 eren l'habitatge principal de la família i 10 estaven desocupats. 170 eren cases i 16 eren apartaments. Dels 176 habitatges principals, 153 estaven ocupats pels seus propietaris, 20 estaven llogats i ocupats pels llogaters i 3 estaven cedits a títol gratuït; 1 tenia dues cambres, 16 en tenien tres, 37 en tenien quatre i 122 en tenien cinc o més. 167 habitatges disposaven pel capbaix d'una plaça de pàrquing. A 55 habitatges hi havia un automòbil i a 112 n'hi havia dos o més.

### Piràmide de població
La piràmide de població per edats i sexe el 2009 era:
| Homes | Edats   | Dones |
| ----- | ------- | ----- |
| 0     | 95 o +  | 4     |
| 0     | 90 a 94 | 0     |
| 0     | 85 a 89 | 4     |
| 0     | 80 a 84 | 0     |
| 0     | 75 a 79 | 0     |
| 8     | 70 a 74 | 8     |
| 20    | 65 a 69 | 12    |
| 12    | 60 a 64 | 8     |
| 20    | 55 a 59 | 8     |
| 16    | 50 a 54 | 20    |
| 16    | 45 a 49 | 12    |
| 36    | 40 a 44 | 28    |
| 8     | 35 a 39 | 20    |
| 20    | 30 a 34 | 12    |
| 20    | 25 a 29 | 12    |
| 8     | 20 a 24 | 0     |
| 24    | 15 a 19 | 24    |
| 20    | 10 a 14 | 24    |
| 12    | 5 a 9   | 8     |
| 8     | 0 a 4   | 20    |

## Economia
El 2007 la població en edat de treballar era de 303 persones, 195 eren actives i 108 eren inactives. De les 195 persones actives 182 estaven ocupades (99 homes i 83 dones) i 13 estaven aturades (4 homes i 9 dones). De les 108 persones inactives 51 estaven jubilades, 25 estaven estudiant i 32 estaven classificades com a «altres inactius».

### Ingressos
El 2009 a Aibre hi havia 181 unitats fiscals que integraven 480,5 persones, la mediana anual d'ingressos fiscals per persona era de 18.157 €.

### Activitats econòmiques
Dels 5 establiments que hi havia el 2007, 1 era d'una empresa de construcció, 2 d'empreses de comerç i reparació d'automòbils i 2 d'empreses de transport.
Dels 2 establiments de servei als particulars que hi havia el 2009, 1 era un taller de reparació d'automòbils i de material agrícola i 1 lampisteria.

## Equipaments sanitaris i escolars
El 2009 hi havia una escola elemental.

## Poblacions més properes
El següent diagrama mostra les poblacions més properes.